# Zentralmiomaffo
Zentralmiomaffo (indonesisch Miomaffo Tengah) ist ein indonesischer Distrikt (Kecamatan) im Westen der Insel Timor.

## Geographie
| „Dorf“ (Desa) | Verwaltungssitz | Fläche | Einwohner | Bevölkerungs- dichte |
| ------------- | --------------- | ------ | --------- | -------------------- |
| Bijaepasu     | Bijaepasu       | 17 km² | 1.623     | 95                   |
| Noenasi       | Noenasi         | 10 km² | 544       | 54                   |
| Nian          | Nian            | 22 km² | 1.804     | 82                   |
| Tuabatan      | Tuabatan        | 6 km²  | 661       | 110                  |
| Akomi         | Lamel           | 12 km² | 909       | 76                   |
| Westtuabatan  | Fatusene        | 18 km² | 763       | 95                   |

Der Distrikt befindet sich im Süden des Regierungsbezirks Nordzentraltimor (Timor Tengah Utara) der Provinz Ost-Nusa-Tenggara (Nusa Tenggara Timur). Im Südwesten liegt der Distrikt Westmiomaffo (Miomaffo Barat), im Nordwesten der Distrikt Musi, im Nordosten der Distrikt Südbikomi (Bikomi Selatan) und im Südosten Noimuti.
Zentralmiomaffo hat eine Fläche von 75 km² und teilt sich in die sechs Desa Bijaepasu im Zentrum, Noenasi im Norden, Nian im Nordosten, Tuabatan im südlichen Zentrum, Akomi im Süden und Westtuabatan (Tuabatan Barat) im Westen. Der Verwaltungssitz befindet sich in Bijaepasu. Das Territorium liegt weitgehend in einer Meereshöhe zwischen 400 m und 500 m. Das Klima teilt sich, wie sonst auch auf Timor, in eine Regen- und eine Trockenzeit.

## Flora
Im Distrikt finden sich Vorkommen von Lontarpalmen, Bambus, Kokospalmen, Teak, Mahagoni und Lamtoro.

## Einwohner
2017 lebten in Zentralmiomaffo 6.304 Einwohner. 3.054 sind Männer, 3.259 Frauen. Die Bevölkerungsdichte liegt bei 84 Personen pro Quadratkilometer. 6.206 Personen bekennen sich zum katholischen Glauben, 93 sind Protestanten und fünf Personen muslimischen Glaubens. Im Distrikt gibt es fünf katholische und eine protestantische Kirche.

## Wirtschaft und Verkehr
Die meisten Einwohner des Distrikts leben von der Landwirtschaft. Als Haustiere werden Rinder (1.951), Büffel (9), Schweine (1.185), Ziegen (374) und Hühner (4.305) gehalten. Auf 615 Hektar wird Mais angebaut, auf 105 Hektar Reis, auf 200 Hektar Maniok, auf 70 Hektar Süßkartoffeln,  auf 90 Hektar Erdnüsse und auf 50 Hektar grüne Bohnen. Daneben erntet man Petai, Tomaten und Chili.
38,5 Kilometer Straßen sind asphaltiert. Mit Kies sind 3,85 Kilometer Straßen bedeckt. Einfache Lehmpisten im Distrikt haben eine Länge von 29,64 Kilometer. Der öffentliche Verkehr wird betrieben durch sieben Kleinbusse, elf Pick-ups, zwei Lastwagen und 147 Motorrädern.